# Christoph Fromm

Christoph Fromm, 2006

Christoph Fromm (* 17. Juli 1958 in Stuttgart-Bad Cannstatt) ist ein deutscher Drehbuchautor und Autor.

## Leben
Christoph Fromm wuchs in Ludwigsburg auf und studierte an der Hochschule für Fernsehen und Film München. Während des Studiums arbeitete er als Kameraassistent und Beleuchter, unter anderem für den 1996 verstorbenen Kameramann Helge Weindler. Sein Abschlussdrehbuch Treffer wurde von Dominik Graf verfilmt.
Seit 1983 ist Christoph Fromm als Drehbuchautor tätig. Er schrieb überwiegend Stoffe aus dem Kriminalbereich, unter anderem für die Regisseure Dominik Graf, Torsten C. Fischer und seinen Bruder Friedemann Fromm. Zu seinen Arbeiten gehörten die Adaption von Uwe Erichsens Roman von Die Katze (Regie: Dominik Graf) und seine Mitarbeit bei der Serie Der Fahnder.
1984 veröffentlicht er erste Kurzgeschichten im Herodot Verlag. 1993 erschien ein historischer Roman über Stalingrad. Von 2002 bis 2021 leitete Christoph Fromm gemeinsam mit Franziska Buch die Drehbuchabteilung der Filmakademie Baden-Württemberg. Im Januar 2006 gründete er den Primero Verlag. In dem Verlag publizierte er 2006 sein erstes Kinderbuch Die Abenteuer des Gottfried Primero. Im selben Jahr veröffentlichte er seinen Politthriller Die Macht des Geldes. 2007 erhielt er für Sierra den Deutschen Drehbuchpreis. Mit dem Primero Verlag rief er das „Autorenprojekt Filmakademie“ ins Leben, bei dem junge Drehbuchautoren ihre Kurzgeschichten veröffentlichen konnten. In diesem Rahmen sind  fünf Kurzgeschichtenbände entstanden: Das Leuchten unter dem Eis, Mein Herz in fremdem Land, Utopia 07, Anderwelt – alles was bleibt und Schmerzgrenze.
2009 wurde Christoph Fromm gemeinsam mit seinem Bruder Friedemann Fromm der International Emmy Award für den ZDF-Dreiteiler Die Wölfe verliehen, 2010 für dasselbe Werk der Grimme-Preis. 2013 veröffentlichte er, diesmal im Primero Verlag, mit Stalingrad – die Einsamkeit vor dem Sterben erneut einen historischen Roman über die Schlacht von Stalingrad, der auch ins Englische übersetzt wurde. Darauf folgte 2016 die Groteske Amoklauf im Paradies. 2017 erschien der erste Band seiner Kinderbuchreihe Gottfried, der Turborabe. In der im Oktober 2020 veröffentlichten Mediensatire Das Albtraumschiff – Odyssee eines Drehbuchautors überzeichnet er die Höhen und Tiefen seines Berufsstandes und benennt die Schwierigkeiten, die das deutsche Fernsehsystem für Drehbuchautoren bereithält.

## Filmografie als Drehbuchautor
- 1984: Treffer – Regie: Dominik Graf
- 1985: Der Fahnder (div. Serienfolgen)
- 1985: Tatort: Doppelspiel – Regie: Hajo Gies
- 1986: Auf Achse (div. Serienfolgen)
- 1988: Die Katze – Regie: Dominik Graf
- 1990: Spieler – Regie: Dominik Graf
- 1996: Tatort: Perfect Mind – Im Labyrinth – Regie: Friedemann Fromm
- 1999: Schlaraffenland – Regie: Friedemann Fromm
- 2007: Die Wölfe – Co-Autor und Regie: Friedemann Fromm
- 2010: Die Grenze – Co-Autor: Friedemann Fromm
- 2016: Die Stadt und die Macht, TV-Sechsteiler – Co-Autor: Annette Simon und Martin Behnke

## Werke als Autor
- 2006: Die Abenteuer des Gottfried Primero – Isabella und der Zauberer
- 2006: Die Macht des Geldes
- 2012: Die Abenteuer des Gottfried Primero 2 – Gustav und die wilde Kriemhild
- 2013: Stalingrad – Die Einsamkeit vor dem Sterben
- 2013: Stalingrad – The loneliest death
- 2016: Amoklauf im Paradies
- 2017: Gottfried, der Turborabe – Ennos gefährliche Reise
- 2019: Gottfried, der Turborabe – Ennos allerbester Freund
- 2020: Gottfried, der Turborabe – Enno und Kira zeigen es allen
- 2020: Das Albtraumschiff - Odyssee eines Drehbuchautors

## Auszeichnungen
- 2007: Deutscher Drehbuchpreis für Sierra
- 2009: International Emmy Award für Die Wölfe
- 2010: Adolf-Grimme-Preis für Die Wölfe